# الدهن (حزم العدين)

تعديل مصدري - تعديل

الدهن محلة تابعة لقرية الكريف، التابعة لعزلة جبل حريم بمديرية حزم العدين إحدى مديريات محافظة إب في الجمهورية اليمنية، بلغ تعداد سكانها 187 حسب تعداد اليمن لعام 2004.